# Tobias Preis
Tobias Preis (sinh năm 1981) là Giáo sư Khoa học Hành vi và Tài chính tại Trường Kinh doanh Warwick và là thành viên của Viện Alan Turing. Ông là một nhà khoa học xã hội tính toán tập trung vào việc đo lường và dự đoán hành vi của con người bằng dữ liệu trực tuyến. Tại Trường Kinh doanh Warwick, ông điều hành Phòng thí nghiệm Khoa học Dữ liệu cùng với đồng nghiệp Suzy Moat. Preis giữ chức danh giáo sư thỉnh giảng tại Đại học Boston và Đại học College London. Năm 2011, ông làm nghiên cứu viên cao cấp với H. Eugene Stanley tại Đại học Boston và với Dirk Helbing tại ETH Zurich. Năm 2009, ông được vinh danh là thành viên của Học viện Gutenberg. Năm 2007, ông thành lập Artemis Capital Asset Management GmbH, một công ty kinh doanh độc quyền có trụ sở tại Đức. Ông được trao bằng Tiến sĩ vật lý từ Đại học Johannes Gutenberg ở Mainz tại Đức.
Preis đã định lượng và mô hình hóa các biến động của thị trường tài chính. Ngoài ra, ông đã có những đóng góp cho tính toán đa năng trên các đơn vị xử lý đồ họa (GPGPU) trong vật lý thống kê và tài chính tính toán.
Năm 2010, Preis đứng đầu một nhóm nghiên cứu cung cấp bằng chứng cho thấy dữ liệu truy vấn của công cụ tìm kiếm và sự biến động của thị trường chứng khoán có mối tương quan với nhau. Nhóm nghiên cứu đã phát hiện ra mối liên hệ giữa số lượng tìm kiếm trên Internet về tên công ty và khối lượng giao dịch của các cổ phiếu tương ứng trên quy mô thời gian hàng tuần. Trong một bài nói chuyện trên TEDx, Preis nhấn mạnh các cơ hội được cung cấp từ các nghiên cứu về hành vi trực tuyến của công dân để hiểu rõ hơn về việc ra quyết định kinh tế và xã hội.
Năm 2012, Preis sử dụng dữ liệu của Google Trends cùng với các đồng nghiệp Suzy Moat, H. Eugene Stanley và Steven R. Bishop chứng minh rằng người dùng Internet từ các quốc gia có tổng sản phẩm quốc nội (GDP) bình quân đầu người cao hơn có nhiều khả năng tìm kiếm thông tin về tương lai hơn là thông tin về quá khứ. Các phát hiện được công bố trên tạp chí Scientific Reports, cho thấy có thể có mối liên hệ giữa hành vi trực tuyến và các chỉ số kinh tế ngoài đời thực. Preis và các đồng nghiệp đã kiểm tra các truy vấn tìm kiếm của Google được thực hiện bởi người dùng Internet ở 45 quốc gia khác nhau vào năm 2010 và tính toán tỷ lệ giữa khối lượng tìm kiếm cho năm tới (2011) với khối lượng tìm kiếm cho năm trước (2009), mà họ gọi là Chỉ số Định hướng Tương lai. So sánh Chỉ số Định hướng Tương lai với GDP bình quân đầu người của mỗi quốc gia cho thấy xu hướng mạnh mẽ của các quốc gia mà người dùng Google dò hỏi nhiều hơn về tương lai để thể hiện GDP cao hơn. Preis và các đồng nghiệp kết luận từ nghiên cứu này cho rằng mối quan hệ có thể tồn tại giữa thành công kinh tế của một quốc gia và hành vi tìm kiếm thông tin của cư dân mạng nước đó.
Năm 2013, Preis và các đồng nghiệp của mình là Suzy Moat và H. Eugene Stanley đã giới thiệu một phương pháp xác định tiền thân trực tuyến cho các động thái trên thị trường chứng khoán, sử dụng các chiến lược giao dịch dựa trên dữ liệu khối lượng tìm kiếm do Google Trends cung cấp. Phân tích của họ về khối lượng tìm kiếm trên Google cho 98 cụm từ liên quan đến tài chính khác nhau, được xuất bản trên tạp chí Scientific Reports, cho thấy rằng sự gia tăng khối lượng tìm kiếm cho các cụm từ tìm kiếm liên quan đến tài chính có xu hướng dẫn đến thua lỗ lớn trên thị trường tài chính. Tương tự, trong một nghiên cứu cũng được công bố trên tạp chí Scientific Reports năm 2013, Suzy Moat, Preis và các đồng nghiệp đã chứng minh mối liên hệ giữa những thay đổi về số lượt xem các bài viết trên Wikipedia liên quan đến chủ đề tài chính và các động thái thị trường chứng khoán lớn về sau.
Năm 2015, Preis và đồng nghiệp Suzy Moat đã thiết kế và cung cấp một khóa học trực tuyến mở lớn (MOOC) về dữ liệu lớn. Khóa học tập trung vào việc đo lường và dự đoán hành vi của con người.
Preis là một biên tập viên học thuật của PLoS ONE.